# Luftfuktighet

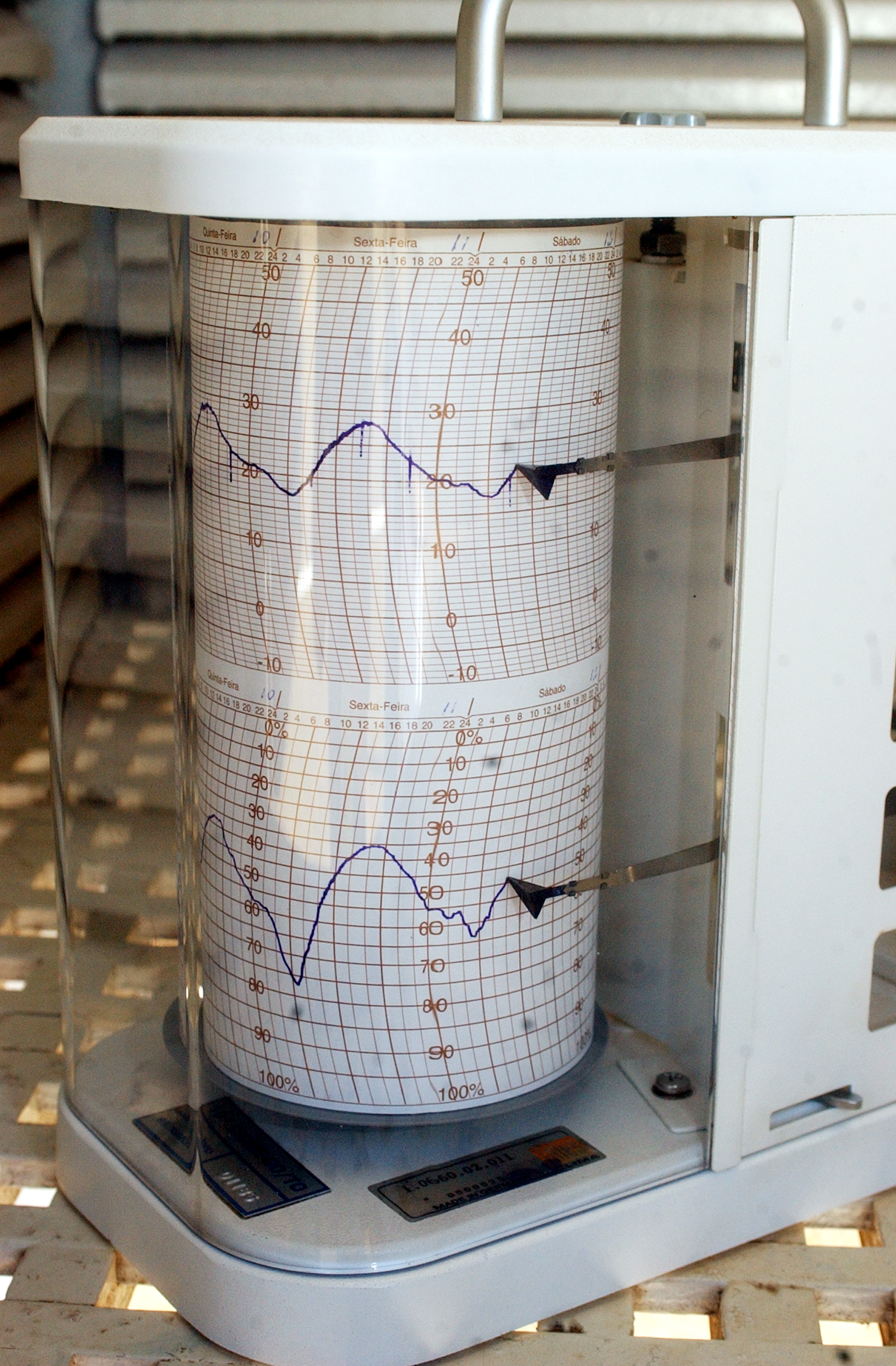
Registrering av temperatur och relativ luftfuktighet

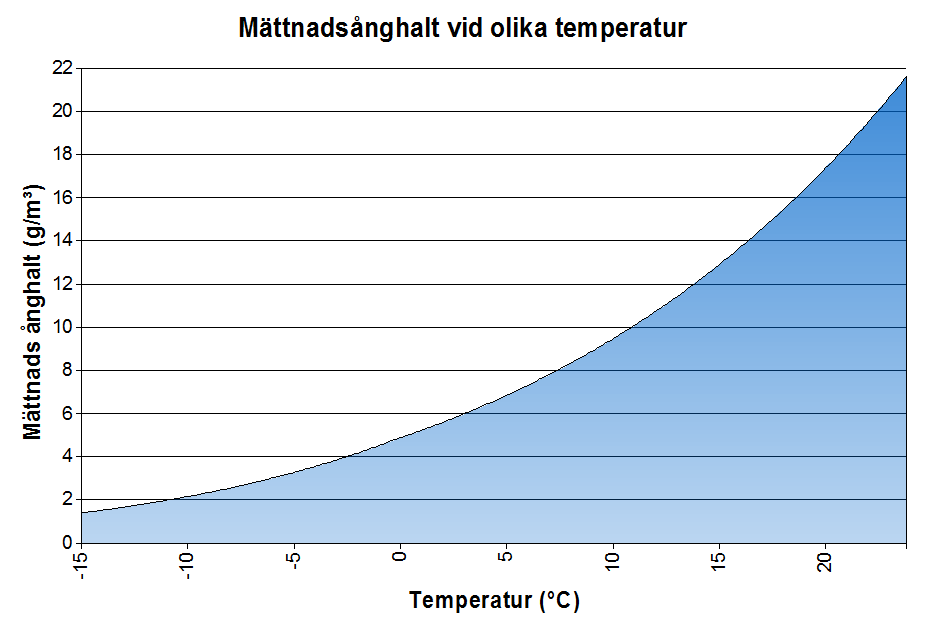
Maximal mängd vatten i form av ånga (gram/m³) som funktion av temperatur i °C

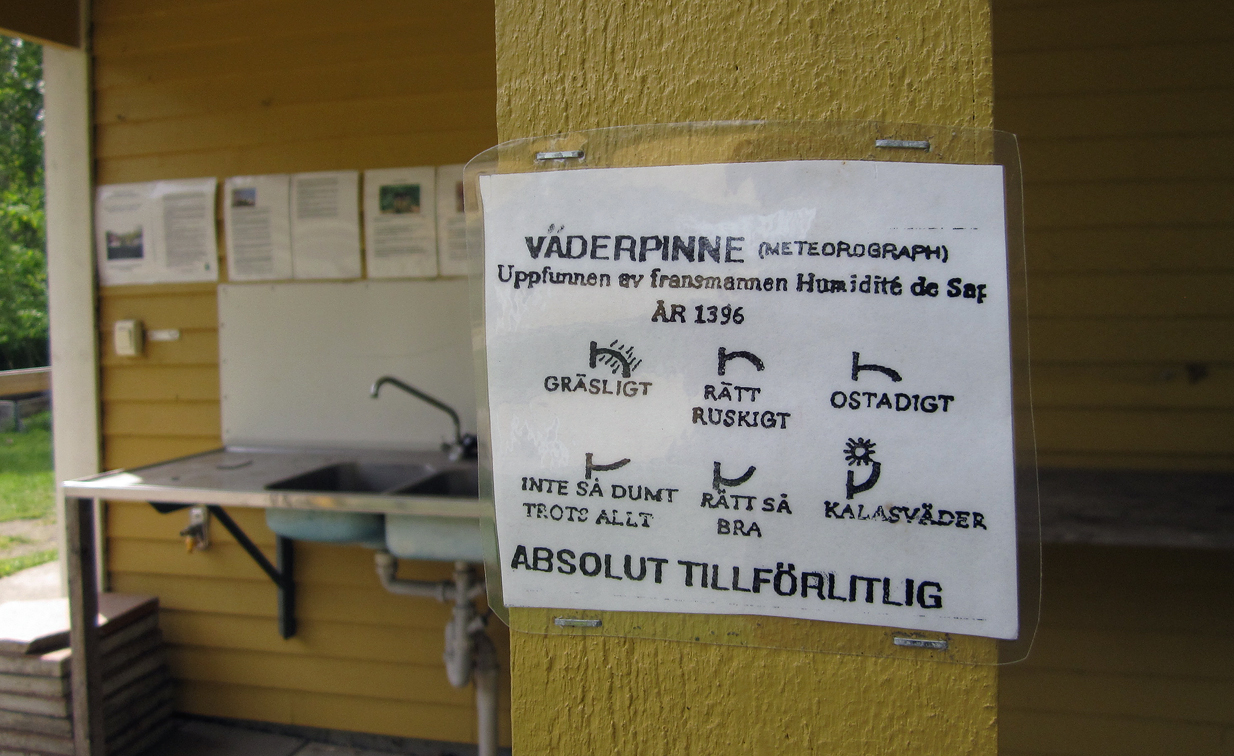
Enkel skiss av en Väderpinne/Meteorograph på Marietorps naturskola. Sandskogen Ystad.

Luftfuktighet är ett mått på mängden eller andelen vattenånga som finns i luften. Luftfuktigheten kan anges antingen som absolut luftfuktighet, då den faktiska mängden vattenånga i g/m³ anges, eller som relativ luftfuktighet, då man anger andelen vattenånga i procent av den maximalt möjliga mängden vattenånga vid aktuell temperatur, den så kallade mättnadsånghalten.

## Mätning av luftfuktighet
Alla mätningar av luftfuktigheten utgår ifrån att det finns en övre gräns för luftfuktigheten, som beror på temperatur och tryck. Om man då antingen tillsätter mer vattenånga (fukt) eller sänker gasens temperatur, kommer mängden vattenånga till sist att överstiga detta maximum och den överskjutande delen fälls ut som vattendroppar = kondens.
Ett instrument för att mäta luftfuktigheten kallas hygrometer. Mätvärdet kan uttryckas på två sätt: 
Absolut luftfuktighet och relativ luftfuktighet.
- Absolut luftfuktighet är vattnets massa per volymenhet (gram vatten per kubikmeter) eller per massenhet luft (gram vatten per kilogram luft).
- Relativ luftfuktighet är den aktuella fuktmängden uttryckt i procent av vattnets mättnadstryck vid den aktuella temperaturen.

Daggpunktsmätare kan också utnyttjas för bestämning av luftfuktigheten.

## Relativ fuktighet
Luftens relativa fuktighet (Φ) är kvoten mellan vattenångans partialtryck (pw) och vattenångans partialtryck vid mättat tillstånd (ps, indexet s kommer från engelskans saturate) i atmosfären, det vill säga vattnets ångtryck vid aktuell temperatur.
{\displaystyle \Phi ={\dfrac {p_{w}}{p_{s}}}}
Vid en relativ luftfuktighet på 100 % behöver det inte regna, men det är åtminstone dimma eller dagg. Däremot gäller inte det omvända. Är det dimma, dagg eller regn, så behöver inte luftfuktigheten vara 100 %. Den relativa luftfuktigheten påverkar även vid vilken temperatur snön smälter. Vid låg relativ luftfuktighet kan snö förekomma trots att det är flera plusgrader.
Den relativa luftfuktigheten kan variera väldigt mycket, både över dygnet och mellan olika delar av "luftprofilen", vilket påverkar mikroklimatet.
Inomhusluft brukar kännas torr för människan när luftfuktigheten understiger 30%.

## Absolut lufttryck, specifik luftfuktighet och ånghalt
Det totala lufttrycket i atmosfären (P0) kan betraktas som summan av den torra luftens partialtryck (PL) och vattenångans partialtryck (Pw), allt enligt Daltons lag. {\displaystyle P_{0}=P_{L}+P_{w}}
Ofta är luftens totaltryck ungefär 0,1 MPa (megapascal) = 1000 hPa (hektopascal) = 1000 mb (millibar), eller nära 750 mmHg.
Luftens specifika fuktighet (x) är kvoten mellan massan vattenånga och massan våt luft. Uttrycket får enheten kg(vatten)/kg(våt luft). Observera att i den "våta luftmassan" ingår 1 kg torr luft + x kg vattenånga. Man kan även skriva enheten x kg(vatten)/(1 kg(luft)+ x kg(vatten)) eller kortare x/(1+x). Inom delar av kemin kallas den specifika luftfuktigheten ibland för absolut luftfuktighet, vilket är olyckligt eftersom andra discipliner ibland använder absolut luftfuktighet som beteckning på ånghalt, i likhet med engelskans absolute humidity. De rekommenderade beteckningarna specifik luftfuktighet respektive ånghalt undviker missförstånd. För de engelska definitionerna på "specific humidity" och "absolute humidity", se en:Specific_humidity#Specific humidity.
Ånghalt är mängden kilogram vatten per kubikmeter men uttrycks i praktiken oftast i gram per kubikmeter.

## Allmänna gaslagen
Här ovan anges gasens tillstånd på flera sätt - med trycket, volymen eller temperaturen. Sambanden mellan dessa storheter beskrivs av Allmänna gaslagen.

## Daggpunkt
När luft av viss temperatur och relativ fuktighet kyls kommer den relativa fuktigheten att öka. Om man har en yta som är kall kommer vattenånga vid en viss temperatur att kondenseras på ytan. Temperaturen då ytkondens bildas kallas för luftens daggpunkt, ty vid denna temperatur fälls dagg ut på obeväxta ytor. Kondens är även orsaken till att det bildas dimma och moln. Däremot beror "dagg i gräset" ofta på helt andra saker (se guttation). Fukt kondenserar också in i material vid en relativ luftfuktighet under daggpunkten, om materialet har en fuktkvot som är lägre än jämviktsfuktkvoten. Det kallas då kapillärkondensation och är en relativt långsam process i jämförelse med ytkondensation.

### Mätning av kylgränstemperaturen
Om man låter luft passera en torr respektive en våt termometer (den våta termometern är försedd med en våt strumpa), kommer den våta termometern att visa en lägre temperatur än den torra (om luften har 100% luftfuktighet så visar termometrarna samma). Om luftens hastighet är c:a 1 m/s eller mer kommer den våta termometerns temperatur att vara konstant (om man inte låter vattnet dunsta bort). Den våta termometerns temperatur kallas kylgränstemperaturen. Om man känner till två av temperaturerna, alternativt en av temperaturerna samt luftens fuktighet, kan alla värmedata och luftens övriga temperaturer och tillstånd beräknas. I Sverige används ofta mollierdiagram (efter Richard Mollier) för fuktig luft för att underlätta beräkningar.